# Tropitas
Los tropitas son herejes de quienes habla San Filastrio en la herejía 70. 
Sustentaban que el Verbo divino por la encarnación se había convertido en carne o en hombre y había dejado de ser una persona divina. Así entendían las palabras de San Juan: el Verbo se hizo carne. No reparaban, dice San Filastrio, que el Verbo divino es inmutable porque es Dios e hijo de Dios: así no puede dejar de ser lo que es. El mismo formó por su poder la carne o la humanidad de que se vistió para hacerse visible a los hombres, instruirlos y salvarlos. Tertuliano había ya refutado este error en su libro De carne Christi; mas algunos eutiquianos le renovaron en el siglo V.